# Athletic Club Sparta Praha fotbal 2021-2022
Questa voce raccoglie le informazioni riguardanti l'Athletic Club Sparta Praha fotbal nelle competizioni ufficiali della stagione 2021-2022.

## Rosa
| N. |                       | Ruolo | Calciatore          |
| -- | --------------------- | ----- | ------------------- |
| 1  | Romania (bandiera)    | P     | Florin Niță         |
| 3  | Rep. Ceca (bandiera)  | D     | Ondřej Čelůstka     |
| 4  | Danimarca (bandiera)  | D     | Asger Sørensen      |
| 5  | Rep. Ceca (bandiera)  | D     | Dominik Plechatý    |
| 6  | Serbia (bandiera)     | D     | Dimitrije Kamenović |
| 7  | Rep. Ceca (bandiera)  | C     | Jakub Jankto        |
| 8  | Rep. Ceca (bandiera)  | C     | David Pavelka       |
| 9  | Rep. Ceca (bandiera)  | C     | Ladislav Krejčí     |
| 10 | Albania (bandiera)    | C     | Qazim Laçi          |
| 11 | Bulgaria (bandiera)   | A     | Martin Minčev       |
| 15 | Slovacchia (bandiera) | A     | Lukáš Haraslín      |
| 16 | Rep. Ceca (bandiera)  | C     | Michal Sáček        |
| 17 | Australia (bandiera)  | C     | Awer Mabil          |
| 22 | Serbia (bandiera)     | C     | Srđan Plavšić       |
| 24 | Rep. Ceca (bandiera)  | C     | Matěj Polidar       |

| N. |                      | Ruolo | Calciatore       |
| -- | -------------------- | ----- | ---------------- |
| 25 | Rep. Ceca (bandiera) | C     | Michal Trávník   |
| 26 | Rep. Ceca (bandiera) | C     | Ondřej Zahustel  |
| 27 | Rep. Ceca (bandiera) | D     | Filip Panák      |
| 28 | Rep. Ceca (bandiera) | C     | Tomáš Wiesner    |
| 29 | Rep. Ceca (bandiera) | P     | Milan Heča       |
| 31 | Rep. Ceca (bandiera) | A     | Jan Kuchta       |
| 32 | Norvegia (bandiera)  | D     | Andreas Vindheim |
| 36 | Rep. Ceca (bandiera) | C     | Adam Karabec     |
| 37 | Rep. Ceca (bandiera) | C     | Ladislav Krejčí  |
| 39 | Rep. Ceca (bandiera) | A     | Lukáš Juliš      |
| 40 | Rep. Ceca (bandiera) | P     | František Kotek  |
| 41 | Rep. Ceca (bandiera) | D     | Martin Vitík     |
| 43 | Rep. Ceca (bandiera) | C     | Adam Gabriel     |
| 52 | Rep. Ceca (bandiera) | A     | Vojtěch Patrák   |
| 56 | Rep. Ceca (bandiera) | C     | Matěj Ryneš      |

## Risultati

### UEFA Champions League

#### Piazzate
| Arbitro: | Michael Oliver |

|  |           |                            |
|  | Marcatori | 37’ Tchouaméni 59’ Volland |

| Arbitro: | Daniele Orsato |

|                                         |           |                     |
| Gelson Martins 50’ Golovin 56’ Diop 81’ | Marcatori | 78’ Moberg Karlsson |

### UEFA Europa League

#### Gironi
| Arbitro: | Andreas Ekberg |

|  |           |                                 |
|  | Marcatori | 23’ Ekambi 55’ (aut.) Tavernier |

| Brøndby 16 settembre 2021, ore 21:00 CEST 1ª giornata | Brøndby            | 0 – 0 referto | Sparta Praga | Stadio Brøndby (18 867 spett.)\| Arbitro: \| Aleksandar Stavrev \| |
| Arbitro:                                              | Aleksandar Stavrev |               |              |                                                                    |

| Arbitro: | Harald Lechner |

|                                |           |  |
| Toko Ekambi 64’, 71’ Aouar 86’ | Marcatori |  |

| Arbitro: | Ali Palabıyık |

|            |           |  |
| Hancko 29’ | Marcatori |  |

| Arbitro: | Matej Jug |

|                                  |           |                                            |
| Haraslín 4’, 19’ Krejčí II 90+6’ | Marcatori | 42’, 88’ Toko Ekambi 53’ Aouar 67’ Paquetá |

| Arbitro: | Fran Jović |

|                       |           |  |
| Balogun 18’ Roofe 30’ | Marcatori |  |

| Arbitro: | Maurizio Mariani |

|                                    |           |  |
| Slimani 61’, 63’ Toko Ekambi 90+2’ | Marcatori |  |

| Arbitro: | Nikola Dabanović |

|                    |           |          |
| Balogun 45’ (aut.) | Marcatori | 77’ Hagi |

| Arbitro: | Danny Makkelie |

|                  |           |  |
| Morelos 15’, 49’ | Marcatori |  |

| Arbitro: | Georgi Kabakov |

|          |           |                             |
| Uhre 51’ | Marcatori | 57’, 66’ Cherki 76’ Slimani |

| Arbitro: | Radu Petrescu |

|                   |           |            |
| Bassey 49’ (aut.) | Marcatori | 42’ Wright |

| Arbitro: | Craig Pawson |

|                       |           |  |
| Hancko 43’ Hložek 49’ | Marcatori |  |

### UEFA Conference League
| Arbitro: | Andreas Ekberg |

|  |           |           |
|  | Marcatori | 78’ Menig |

| Arbitro: | Georgi Kabakov |

|                 |           |            |
| Ricardo 7’, 24’ | Marcatori | 85’ Hložek |